# Cseplesz

Kis és nagy cseplesz (kis cseplesz: lesser omentum, omentum minus; nagy cseplesz: greater omentum, omentum majus)

A cseplesztömlő bejárata (fekete nyíl) a foramen epiploicumon (fehér karika) keresztül

Cseplesznek (omentum)  nevezik a hashártyának a gyomorhoz menő lemezeit. Kettő is van belőle: a kis cseplesz (omentum minus) a májkaputól a gyomor kis görbületéhez megy; a nagy cseplesz (omentum majus) a gyomor nagy görbületéről lóg le a vékonybelek előtt. A kis cseplesz jobb vége mögött egy nyílás (foramen epiploicum, foramen Winslowii) vezet be a kis cseplesz és gyomor mögött elhelyezkedő cseplesztömlőbe (bursa omentalis). A nagy cseplesz hajlamos sérvekbe benyomulni; az ilyen csepleszsérvek lágyak, hengerdedek, lassan keletkeznek és nehezen helyezhetők vissza.